# 김영구 (1940년)
김영구(金榮龜, 1940년 1월 12일 ~ , 경남 함양)는 대한민국의 정치인이다.
2000년 4월 13일 16대 총선에서 새천년민주당 허인회 후보를 11표차로 앞서 당선이 되었으나, 2001년 6월 1일 대법원은 위장전입이 선거결과에 영향을 미쳤다고 판단하여 선거 무효를 선언하였다.

## 학력
- 부민국민학교 졸업
- 경기중학교 졸업
- 경기상업고등학교 졸업
- 동국대학교 경상대학 경제학 학사
- 동국대학교 대학원 행정학 석사

## 경력
- 민주정의당 창당발기인
- 민주정의당 청년분과위원장
- 민주정의당 원내부총무
- 민주정의당 총재비서실장
- 제13대 국회 후반기 재무위원회 위원장
- 민주자유당 사무총장
- 제14대 국회 전반기 국회운영위원회 위원장
- 민주자유당 원내총무
- 제20대 정무제1장관
- 제15대 국회 전반기 국방위원회 위원장
- 신한국당 당무위원
- 한나라당 부총재
- 새누리당 상임고문
- 자유한국당 상임고문
- 미래통합당 상임고문
- 국민의힘 상임고문

## 역대 선거 결과
|  | 35.6% |

|  | 35.2% |

|  | 30.37% |

|  | 44.01% |

|  | 41.94% |

|  | 45.06% |

## 소속 정당
| 소속 정당 | 소속 정당  | 소속 기간 | 비고           |
| --------- | ---------- | --------- | -------------- |
|           | 민주공화당 | 1966~1980 | 정계 입문      |
|           | 무소속     | 1980~1981 | 정당 해산      |
|           | 민주정의당 | 1981~1990 | 창당           |
|           | 민주자유당 | 1990~1995 | 합당           |
|           | 신한국당   | 1995~1997 | 당명 변경      |
|           | 한나라당   | 1997~2012 | 합당 정계 은퇴 |
|           | 새누리당   | 2012~2017 | 당명 변경      |
|           | 자유한국당 | 2017~2020 | 당명 변경      |
|           | 미래통합당 | 2020      | 합당           |
|           | 국민의힘   | 2020~현재 | 당명 변경      |

## 같이 보기
- 대한민국 제11대 국회의원 선거 민주정의당 후보 목록#전국구
- 대한민국 제12대 국회의원 선거 민주정의당 후보 목록#전국구
- 동대문구 을
- 서울 동대문구의 국회의원
- 대한민국의 특임장관